# Matthias Keilich
Matthias Keilich (* 19. Mai 1965 in Calw) ist ein deutscher Fernsehregisseur und Drehbuchautor, der vor allem für seine Beteiligung an der Wilsberg-Reihe bekannt ist.

## Leben und Wirken
Matthias Keilich absolvierte eine Ausbildung zum Steinbildhauer und arbeitete als freier Bildhauer in Freiburg im Breisgau, bevor er 1993 ein Regie- und Drehbuchstudium an der Deutschen Film- und Fernsehakademie Berlin begann.
Heute lebt er als freischaffender Regisseur, Drehbuchautor und Dozent in Othmarsingen in der Schweiz.
Matthias Keilich ist verheiratet und hat zwei Kinder.

## Filmografie

### Regie
- 1994: Sei nicht traurig, kleiner Tambour
- 1994: Volker Finke, Fußballtrainer in Freiburg
- 1995: Dat jittet doch nicht
- 1995: Herr Stühlinger sucht eine Frau (Kurzfilm)
- 1995: LA LE LU, ein Requiem
- 1996: Asche
- 1996: Tod in New York
- 1996: Wer aussteigt, hat verloren
- 1997: Das wird hier nichts mehr
- 1997: Dinner
- 1998: Zu (Kurzfilm)
- 1999: Su Joung
- 2002: Nicht Fisch, nicht Fleisch
- 2006: Die Könige der Nutzholzgewinnung
- 2010: Auf Doktor komm raus
- 2013: Wilsberg: Gegen den Strom

### Drehbuch
- 1998: Zu (Kurzfilm)
- 2002: Nicht Fisch, nicht Fleisch
- 2006: Die Könige der Nutzholzgewinnung
- 2007: Tatort: Das namenlose Mädchen
- 2009: Wilsberg: Doktorspiele
- 2011: Alles was recht ist – Väter, Töchter, Söhne
- 2011: Wilsberg: Im Namen der Rosi
- 2012: Der Kriminalist (Fernsehserie, Folge Todgeweiht)
- 2012: Stubbe – Von Fall zu Fall (Fernsehserie, Folge In dieser Nacht)
- 2013: Wilsberg: Gegen den Strom